# Зайцев, Никита Игоревич
Никита Игоревич Зайцев (род. 29 октября 1991, Москва) — российский хоккеист, защитник. Игрок клуба КХЛ СКА. Мастер спорта России международного класса (2017), кавалер ордена Почёта (2014).

## Биография
Воспитанник СДЮШОР «Крылья Советов» (первый тренер — Сергей Иванович Касьянов, выпуск — Игорь Владимирович Расько).

### Клубная карьера
Начинал карьеру в московских «Крыльях Советов», после раскола команды играл за МХК «Крылья Советов», дебютировал в их составе в 2009 году. На драфте КХЛ 2009 был выбран в первом раунде под общим 4-м номером новосибирской «Сибирью». В её составе Никита дебютировал в сезоне 2009/2010. Провёл 192 игры в КХЛ, набрал 26 очков (9+17) при показателе полезности −16. При этом в самом результативном для себя сезоне 2012/13 Зайцев в 56 играх набрал 19 очков (8+11) и стал лидером обороны «Сибири», примерив под конец сезона капитанскую повязку. С 1 мая стал игроком ХК ЦСКА.
В мае 2016 года подписал однолетний контракт новичка с клубом НХЛ «Торонто Мейпл Лифс». Первый гол за «Торонто» забил в 30 матче с «Питтсбург Пингвинз» в ворота Марка-Андре Флёри. По итогам сезона стал ведущим защитником команды, проводя на льду в среднем 22:01 (второе место в «Торонто» после Моргана Райлли). При этом заработал худший в команде показатель полезности (-22). По словам самого Никиты, это явилось следствием того, что он выходил на лёд против сильнейших форвардов соперника. 2 мая, после вылета из плей-офф, заключил 7-летний контракт с «Торонто» на сумму $ 31,5 млн (в среднем $ 4,5 млн в год).
В июле 2019 года «Торонто Мейпл Лифс» обменял Зайцева в «Оттаву Сенаторз». Контракт Зайцева с зарплатой 4,5 миллиона долларов рассчитан до конца сезона 2023/24.
22 февраля 2023 года был обменян в «Чикаго Блэкхокс» на будущую компенсацию.
4 июля 2024 года клуб КХЛ СКА объявил о подписании 4-летнего контракта с Зайцевым.

### В сборной
В составе молодёжной сборной выиграл чемпионат мира 2011. В ходе турнира получил серьёзную травму правой кисти, но в финале чемпионата всё-таки сыграл. В составе взрослой сборной России дебютировал в матче против Австрии на чемпионате мира 2013, отметившись голом. В декабре 2015 года участвовал в Кубке Первого канала.

## Награды и звания
- Орден Почёта, 27 мая 2014 года[9], за большой вклад в победу национальной сборной команды России по хоккею на чемпионате мира 2014 года (Зайцев на турнире не выступал).
- Мастер спорта России международного класса по хоккею, 6 марта 2017 года[10]
- Мастер спорта России по хоккею, 28 января 2011 года[11]

## Статистика
| Легенда | Легенда                    | Легенда | Легенда                   | Легенда | Легенда    |
| ------- | -------------------------- | ------- | ------------------------- | ------- | ---------- |
| И       | Количество проведённых игр | Штр     | Штрафное время            | +/−     | Плюс-минус |
| Г       | Голы                       | П       | Голевые передачи          | О       | Очки       |
| -       | Статистика неизвестна      | —       | Статистика не учитывалась |         |            |

## Достижения
В сборной
| Год        | Команда         | Достижение                                   |
| ---------- | --------------- | -------------------------------------------- |
| 2009       | Россия (юниор.) | Серебряный призёр юниорского чемпионата мира |
| 2011       | Россия (мол.)   | Победитель молодёжного чемпионата мира       |
| 2016, 2019 | Россия          | Бронзовый призёр чемпионата мира (2)         |

### Личные
КХЛ
| Год        | Команда | Достижение                          |
| ---------- | ------- | ----------------------------------- |
| 2015, 2016 | ЦСКА    | Участник Матча всех звёзд (2)       |
| 2015, 2016 | ЦСКА    | Обладатель приза «Золотой шлем» (2) |

## Семья
Младший брат Арсений.
Бывшая жена Маргарита Готовцева. Дочери Соня (род. 1 февраля 2016) и Вера (род. 15 сентября 2017).

## В рекламе
Снялся в рекламе ОАО «Мегафон».